# Ducetia sagitta
Ducetia sagitta är en insektsart som beskrevs av David R. Ragge 1961. Ducetia sagitta ingår i släktet Ducetia och familjen vårtbitare. Inga underarter finns listade i Catalogue of Life.